# The X-Files (3.ª temporada)
A terceira temporada de The X-Files, uma série de ficção científica americana criada por Chris Carter, estreou na Fox em 22 de setembro de 1995 com o episódio "The Blessing Way". A temporada teve 24 episódios e foi concluída com "Talitha Cumi" em 17 de maio de 1996.

## Episódios
Os episódios marcados com símbolo (‡) fazem parte do arco de Mitologia Alienígena da série.
| N.º na série | N.º na temp. | Título                          | Dirigido por     | Escrito por                                                     | Exibição original       | Audiência nos EUA (milhões) |
| ------------ | ------------ | ------------------------------- | ---------------- | --------------------------------------------------------------- | ----------------------- | --------------------------- |
| 50           | 1            | "The Blessing Way"‡             | R. W. Goodwin    | Chris Carter                                                    | 22 de setembro de 1995  | 19.94                       |
| 51           | 2            | "Paper Clip"‡                   | Rob Bowman       | Chris Carter                                                    | 29 de setembro de 1995  | 17.20                       |
| 52           | 3            | "D.P.O."                        | Kim Manners      | Howard Gordon                                                   | 6 de outubro de 1995    | 15.57                       |
| 53           | 4            | "Clyde Bruckman's Final Repose" | David Nutter     | Darin Morgan                                                    | 13 de outubro de 1995   | 15.38                       |
| 54           | 5            | "The List"                      | Chris Carter     | Chris Carter                                                    | 20 de outubro de 1995   | 16.72                       |
| 55           | 6            | "2Shy"                          | David Nutter     | Jeffrey Vlaming                                                 | 3 de novembro de 1995   | 14.83                       |
| 56           | 7            | "The Walk"                      | Rob Bowman       | John Shiban                                                     | 10 de novembro de 1995  | 15.91                       |
| 57           | 8            | "Oubliette"                     | Kim Manners      | Charles Grant Craig                                             | 17 de novembro de 1995  | 15.90                       |
| 58           | 9            | "Nisei"‡                        | David Nutter     | Chris Carter, Howard Gordon & Frank Spotnitz                    | 24 de novembro de 1995  | 16.36                       |
| 59           | 10           | "731"‡                          | Rob Bowman       | Frank Spotnitz                                                  | 1 de dezembro de 1995   | 17.68                       |
| 60           | 11           | "Revelations"                   | David Nutter     | Kim Newton                                                      | 15 de dezembro de 1995  | 15.25                       |
| 61           | 12           | "War of the Coprophages"        | Kim Manners      | David Morgan                                                    | 5 de janeiro de 1996    | 16.32                       |
| 62           | 13           | "Syzygy"                        | Rob Bowman       | Chris Carter                                                    | 26 de janeiro de 1996   | 16.04                       |
| 63           | 14           | "Grotesque"                     | Kim Manners      | Howard Gordon                                                   | 2 de fevereiro de 1996  | 18.32                       |
| 64           | 15           | "Piper Maru"‡                   | Rob Bowman       | Frank Spotnitz & Chris Carter                                   | 9 de fevereiro de 1996  | 16.44                       |
| 65           | 16           | "Apocrypha"‡                    | Kim Manners      | Frank Sponitz & Chris Carter                                    | 16 de fevereiro de 1996 | 16.71                       |
| 66           | 17           | "Pusher"                        | Rob Bowman       | Vince Gilligan                                                  | 23 de fevereiro de 1996 | 16.20                       |
| 67           | 18           | "Teso Dos Bichos"               | Kim Manners      | John Shiban                                                     | 8 de março de 1996      | 17.38                       |
| 68           | 19           | "Hell Money"                    | Tucker Gates     | Jeffrey Vlaming                                                 | 29 de março de 1996     | 14.86                       |
| 69           | 20           | "Jose Chung's From Outer Space" | Rob Bowman       | Darin Morgan                                                    | 12 de abril de 1996     | 16.08                       |
| 70           | 21           | "Avatar"                        | James Charleston | Roteiro: Howard Gordon História: David Duchovny & Howard Gordon | 26 de abril de 1996     | 14.62                       |
| 71           | 22           | "Quagmire"                      | Kim Manners      | Kim Newton                                                      | 3 de maio de 1996       | 16.00                       |
| 72           | 23           | "Wetwired"‡                     | Rob Bowman       | Mat Beck                                                        | 10 de maio de 1996      | 14.48                       |
| 73           | 24           | "Talitha Cumi"‡                 | R. W. Goodwin    | Roteiro: Chris Carter História: David Duchovny & Chris Carter   | 17 de maio de 1996      | 17.86                       |